# What It Feels Like for a Girl
"What It Feels Like for a Girl" je treći i posljednji singl američke pjevačice Madonne s njezinog osmog studijskog albuma Music. Singl je izdan 17. travnja 2001. pod Maverick Recordsom. Izdan je i kao DVD i VHS izdanje s glazbenim videom koji je izazvao buru reakcija. Inače, spot je režirao Madonnin tadašnji suprug Guy Ritchie, a emitiranje mu je dopušteno tek nakon 21h zbog scena nasilja. Pjesma je uključena na kompilaciju najvećih hitova GHV2 (2001.).

## O pjesmi
Tekst za pjesmu napisali su Madonna i Guy Sigsworth, a kao producent se osim njih dvoje pojavljuje i Mark "Spike" Stent. Pjesma sadrži početni dio s uvodom koji govori glumica Charlotte Gainsbourg, a tekst je iz filma koji je snimljen po knjizi Iana McEwana The Cement Garden.
Španjolska verzija pjesme snimljena je posebno za B-stranu singla. "Lo Que Siente la Mujer" je pušten kao promotivni singl u Europi. Kasnije se pjesma našla na meksičkoj verziji albuma, zajedno s remiksom istoimene pjesme koji je zamijenio "American Pie". Madonna je pjesmu izvela na Drowned World Tour 2001.
Maxi singl sadrži remikse sastava Above & Beyond te Paula Oakenfolda koji su bili vrlo popularni u klubovima.

## Glazbeni video
Pjesma je većinu pažnje privukla zahvaljujući spotu, zabranjenom na mnogim TV kućama. Režirao ga je Madonnin tadašnji suprug Guy Ritchie u veljači 2001. U spotu se pojavljuje remiks sastava Above & Beyond, a ne izvorna inačica.
Kritike su stizale o prevelikom nasilju koji se nalazi u spotu. Madonna je branila svoje djelo time što je govorila da njene muške kolege rade iste (ako ne i gore) spotove i za njih nema zamjerke. MTV i VH 1 emitiraju video u kasnim satima i to vrlo rijetko. 
Video je izdan i kao DVD singl.

## Popis pjesama i formata
| US 2 x 12" vinyl (9 42372-0, 9 42372-0) - A1 "What It Feels Like for a Girl" (Paul Oakenfold Perfecto Mix) - 7:18 - A2 "What It Feels Like for a Girl" (Richard Vission Velvet Masta Mix) - 8:08 - B1 "What It Feels Like for a Girl" (Above & Beyond 12" Club Mix) - 7:27 - B2 "What It Feels Like for a Girl" (Richard Vission Velvet Masta Edit) - 3:39 - C1 "What It Feels Like for a Girl" (Calderone & Quayle Dark Side Mix) - 6:42 - C2 "What It Feels Like for a Girl" (Tracy Young Cool Out Radio Mix) - 4:45 - D1 "What It Feels Like for a Girl" (Above & Beyond Club Radio Edit) - 3:45 - D2 "What It Feels Like for a Girl" (Tracy Young Club Mix) - 8:45 EU 12" vinyl (9362 42379 0) - A1 "What It Feels Like for a Girl" (Calderone & Quayle Dark Side Mix) - 6:42 - A2 "What It Feels Like for a Girl" (Tracy Young Cool Out Radio Mix) - 4:45 - B "What It Feels Like for a Girl" (Richard Vission Velvet Masta Edit) - 3:39 UK 12" vinyl (W533T), EU 12" Remix vinyl (9362 42367 0) - A "What It Feels Like for a Girl" (Above & Beyond 12" Club Mix) - 7:27 - B "What It Feels Like for a Girl" (Paul Oakenfold Perfecto Mix) - 7:18 EU CD singl(5439 16752 2) 1. "What It Feels Like for a Girl" (Album Version) - 4:43 2. "What It Feels Like for a Girl" (Above & Beyond Club Radio Edit) - 3:45 EU Maxi-CD (9362 42370 2) 1. "What It Feels Like for a Girl" (Radio Edit) - 4:03 2. "What It Feels Like for a Girl" (Tracy Young Cool Out Radio Mix) - 4:45 3. "What It Feels Like for a Girl" (Calderone & Quayle Dark Side Mix) - 6:42 4. "What It Feels Like for a Girl" (Richard Vission Velvet Masta Edit) - 3:39 AU CD singl (9362-42374-2)(Limited edition with fold out poster) 1. "What It Feels Like for a Girl" (Album Version) - 4:43 2. "What It Feels Like for a Girl" (Calderone & Quayle Dark Side Mix) - 6:42 3. "What It Feels Like for a Girl" (Above & Beyond 12" Club Mix) - 7:27 4. "What It Feels Like for a Girl" (Paul Oakenfold Perfecto Mix) - 7:18 5. "What It Feels Like for a Girl" (Richard Vission Velvet Masta Mix) - 8:08 | JP Maxi-CD (WPCR-10905) 1. "What It Feels Like for a Girl" (Radio Edit) - 4:03 2. "What It Feels Like for a Girl" (Tracy Young Cool Out Radio Mix) - 4:45 3. "What It Feels Like for a Girl" (Calderone & Quayle Dark Side Mix) - 6:42 4. "What It Feels Like for a Girl" (Tracy Young Club Mix) - 8:45 JP CD singl (WPCR-10906), US Maxi-CD (9 42372-2, 9 42372-2) 1. "What It Feels Like for a Girl" (Paul Oakenfold Perfecto Mix) - 7:18 2. "What It Feels Like for a Girl" (Richard Vission Velvet Masta Mix) - 8:08 3. "What It Feels Like for a Girl" (Calderone & Quayle Dark Side Mix) - 6:42 4. "What It Feels Like for a Girl" (Tracy Young Club Mix) - 8:45 5. "What It Feels Like for a Girl" (Above & Beyond 12" Club Mix) - 7:27 6. "What It Feels Like for a Girl" (Tracy Young Cool Out Radio Mix) - 4:45 7. "What It Feels Like for a Girl" (Richard Vission Velvet Masta Edit) - 3:39 8. "What It Feels Like for a Girl" (Above & Beyond Club Radio Edit) - 3:45 9. "Lo Que Siente La Mujer" - 4:43 US DVD singl (38539-2) 1. "What It Feels Like for a Girl" (Video) - 5:00 EU DVD singl (7599 38541-2) 1. "What It Feels Like for a Girl" (Video) - 5:00 2. "What It Feels Like for a Girl" (Calderone & Quayle Dark Side Mix) - 6:42 3. "What It Feels Like for a Girl" (Richard Vission Velvet Masta Mix) - 8:08 Kolumbijski promo CD singl (010524) 1. "What It Feels Like for a Girl" (Paul Oakenfold Perfecto Mix) - 7:18 2. "What It Feels Like for a Girl" (George Best Saturday Night Mix) - 5:22 3. "What It Feels Like for a Girl" (Richard Vission Velvet Masta Mix) - 8:08 4. "What It Feels Like for a Girl" (Richard Vission Velvet Masta Edit) - 3:39 5. "What It Feels Like for a Girl" (Above & Beyond 12" Club Mix) - 7:27 6. "What It Feels Like for a Girl" (Above & Beyond Club Radio Edit) - 3:45 7. "What It Feels Like for a Girl" (Tracy Young Club Mix) - 8:45 8. "What It Feels Like for a Girl" (Tracy Young Cool Out Radio Mix) - 4:45 9. "What It Feels Like for a Girl" (Calderone & Quayle Dark Side Mix) - 6:42 10. "Lo Que Siente La Mujer" - 4:43 |

## Službene verzije
- Album Version (4:45)
- Radio Edit (4:04)
- Stéphane Pompougnac Remix (4:36)
- Paul Oakenfold Perfecto Mix (7:20)
- Above & Beyond 12" Club Mix (7:26)
- Above & Beyond Club Radio Edit (3:44)
- Tracy Young Club Mix (8:58)
- Tracy Young Instrumental (8:58) (Promo Only)
- Tracy Young Cool Out Radio Mix (4:46)
- Richard Vission Velvet Masta Mix (8:09)
- Richard Vission Velvet Masta Edit (3:41)
- Calderone & Quayle Dark Side Mix (6:44)
- That Kid Chris Caligula 2001 Mix (9:48) (Promo Only)
- Saturday Night Mix (5:22) (Promo Only)
- Thunderpuss Club Mix (11:22) (Unreleased)
- Thunderdub (11:06) (Unreleased)
- Thunderpuss Tribe-A-Pella (8:04) (Unreleased)
- Thunderpuss Radio Mix (3:37)(Unreleased)

## Na ljestvicama
| Ljestvica                         | Pozicija |
| --------------------------------- | -------- |
| Australija                        | 6        |
| Austrija                          | 26       |
| Belgija (Flandrija)               | 23       |
| Belgija (Valonija)                | 14       |
| Danska                            | 9        |
| Europa                            | 8        |
| Finska                            | 4        |
| Francuska                         | 40       |
| Irska                             | 18       |
| Italija                           | 2        |
| Japan                             | 7        |
| Kanada                            | 2        |
| Nizozemska                        | 16       |
| Norveška                          | 14       |
| Novi Zeland                       | 15       |
| Njemačka                          | 16       |
| Švedska                           | 22       |
| Švicarska                         | 11       |
| Ujedinjeno Kraljevstvo            | 7        |
| SAD Billboard Hot 100             | 23       |
| SAD Billboard Pop Songs           | 14       |
| SAD Billboard Hot Dance Club Play | 1        |
| SAD Billboard Singles Sales       | 9        |
| SAD Billboard Hot 100 Airplay     | 36       |

| Država     | Certifikacija | Prodano |
| ---------- | ------------- | ------- |
| Australija | zlatna        | 35,000+ |
| UK         | srebrna       | 86,771  |